# おぢや震災ミュージアム そなえ館
おぢや震災ミュージアム そなえ館 (おぢやしんさいミュージアム そなえかん) は、新潟県小千谷市にある体験型防災学習施設。2004年の新潟県中越地震の被害や教訓等を後世に伝承する施設であり、 小千谷市と長岡市の4施設と3つのメモリアルパークを結ぶ「中越メモリアル回廊」の1施設である。新潟県中越地震からちょうど7年後の2011年10月23日にオープンした。

## 情報
- 所在地：〒947-0026 新潟県小千谷市上ノ山4-4-2 小千谷市民学習センター「楽集館」2F
- 設置主体：中越メモリアル回廊推進協議会 (事務局:(社)中越防災安全推進機構)[5]
- 開館時間：午前9時～午後5時
- 料金：無料

## そなコイズ
そなえ館のキャラクターは錦鯉をモチーフにした「そなコイズ」であり、そなエリ（紅白）、そなエっち（山吹黄金）、そなエール（昭和三色）からなる。

## 交通アクセス
- 越後交通 小千谷車庫＝十日町車庫 線「上ノ山三叉路」バス停（県道49号沿い）より徒歩約3分。